# تحقیقات حقوقی به کمک رایانه
تحقیقات حقوقی با کمک رایانه (CALR) یا تحقیقات حقوقی مبتنی بر رایانه شیوه ای از تحقیقات حقوقی است که از پایگاه داده‌های نظرات دادگاه، اسناد دادگاه و موارد ثانویه استفاده می‌کند. دیتابیس‌های الکترونیکی باعث می‌شود که مباحث مهم دادرسی به راحتی در دسترس باشند. پایگاه داده همچنین از مزایای دیگری مانند جبر بولی، ارزیابی قدرت پرونده، سازماندهی پرونده‌ها براساس موضوع و ارائه لینک به مطالب ذکر شده برخوردار است. بانکهای اطلاعاتی از طریق اشتراک پولی یا به صورت رایگان در دسترس هستند.
خدمات مبتنی بر اشتراک شامل وستلاو، لکسیس‌نکسیس، JustCite , HeinOnline، بلومبرگ لا، VLex و LexEur است. از سال ۲۰۱۵، این بازار تجاری ۸ میلیارد دلار درآمد داشت. خدمات رایگان شامل OpenJurist، گوگل اسکالر، AltLaw، قانون راول، WIPO Lex، قانون دلتا و پایگاه‌های داده از جنبش دسترسی آزاد به قانون است.

## اهداف
تحقیقات حقوقی با کمک رایانه به عنوان موضوعی در بسیاری از دانشکده‌های حقوق تدریس می‌شود و توسط دانشجویان رشته حقوق در مقطع کارشناسی و کارشناسی ارشد در برآورده کردن نیازهای کاری دوره‌های مدرک خود استفاده می‌شود. اساتید حقوق هنگام انجام تحقیق و نوشتن مطالبی که برای انتشار ارائه می‌دهند، به دیجیتالی شدن منابع اصلی و ثانویه قانون اعتماد دارند. حقوقدانان حرفه ای برای درک صحیح قانون به تحقیقات حقوقی با کمک رایانه تکیه می‌کنند و بنابراین می‌توانند به نفع مشتری خود عمل کنند. آنها همچنین ممکن است به‌طور خاص با متن احکام پرونده و اساسنامه و همچنین نظر علمی گسترده‌تری مشورت کنند تا مبنای تجدید نظر را تشکیل دهند.

## قبل از اینترنت
قبل از ظهور و محبوبیت شبکه جهانی وب، دسترسی به اطلاعات حقوقی دیجیتال تا حد زیادی با استفاده از CD-ROMها، طراحی و فروش شده توسط سازمان‌های تجاری انجام می‌شد. با گسترش اینترنت در اوایل دهه ۱۹۹۰، شرکت‌هایی مانند لکسیس‌نکسیس و وستلاو اتصال اینترنت را در بسته‌های نرم‌افزاری خود گنجانیدند. اطلاعات حقوقی مبتنی بر مرورگر از سال ۱۹۹۲ توسط مؤسسات اطلاعات حقوقی منتشر می‌شود.

## اطلاعات عمومی در دسترس
اولین تلاش برای دسترسی رایگان رایانه به اطلاعات حقوقی توسط دو دانشگاهی به نام‌های پیتر مارتین و تام بروس در سال ۱۹۹۲ صورت گرفت. امروز، موسسه اطلاعات حقوقی آزادانه منابعی از قبیل متن قانون اساسی ایالات متحده، احکام دیوان عالی ایالات متحده و متن قانون ایالات متحده را منتشر می‌کند. مؤسسه اطلاعات حقوقی استرالیا (AusLII) پس از سال ۱۹۹۵ تأسیس شد. سایر مؤسسات اطلاعات حقوقی، مانند مؤسسه اطلاعات حقوقی انگلیس و ایرلند (BAILII)، مؤسسه اطلاعات حقوقی کانادا (CII) و آفریقای جنوبی (SAFLI) به زودی تأسیس شدند. LIIs به دنبال امضای اعلامیه دسترسی آزاد به قانون، که توسط ۵۴ کشور امضا شده‌است، در سال ۲۰۰۲ به‌طور رسمی رسمیت یافت. در زمان نگارش، مؤسسه جهانی اطلاعات حقوقی بیش از ۱۸۰۰ پایگاه داده از ۱۲۳ حوزه قضایی را در خود جای داده‌است. همچنین بسیاری از دولتها اطلاعات حقوقی را به‌صورت آنلاین منتشر می‌کنند. به عنوان مثال، قوانین و اسناد قانونی انگلیس از سال ۲۰۱۰ به صورت آنلاین در دسترس عموم بود. بسته به صلاحیت مورد نظر، تصمیمات دادگاه‌های استیناف بالاتر نیز می‌تواند به‌صورت آنلاین یا توسط مؤسسه اطلاعات حقوقی یا مستقیم از طرف دادگاه منتشر شود. منابع قانون اتحادیه اروپا توسط EUR-Lex به ۲۳ زبان، از جمله داوری دادگاه‌های اروپا، به‌طور رایگان منتشر می‌شود. به همین ترتیب، احکام دادگاه حقوق بشر اروپا در وب سایت آن منتشر شده‌است.